# Zentrum für Lehrerbildung
Mit dem Begriff Zentrum für Lehrerbildung (ZfL; auch Centrum für Lehrerbildung; auch Lehrerbildungszentrum, LBZ; auch (Professional) School of Education, SE) werden in Deutschland zentrale wissenschaftliche Einrichtungen der Hochschulen benannt, die sich mit der Lehrerausbildung befassen, die darüber hinaus in der Regel auch Angebote der Lehrerfortbildung machen. An der TU München und der Leuphana Universität Lüneburg haben sie den Rang einer eigenen Fakultät.
Zentrales Aufgabengebiet der Zentren für Lehrerbildung ist die universitätsinterne Koordination der Lehramtsstudiengänge, die an den Hochschulen über die verschiedenen Fakultäten, Fachbereiche und Institute verteilt durchgeführt werden. Daneben treten an vielen Standorten die Planung, Organisation und Durchführung von Praxisphasen der Lehrerausbildung sowie Lehrerfortbildung und Lehr-Lern-Forschung als Aufgaben hinzu. Damit übernehmen sie teilweise Aufgaben der 2. Phase der Lehrerbildung.
Seit den späten 1990er Jahren wurden viele Zentren für Lehrerbildung in Deutschland neu gegründet und haben diverse Namen erhalten.

## Bundesländer
In Bremen besteht ein Zentrum für Lehrerinnen-/Lehrerbildung und in Hamburg seit 2006 das Zentrum für Lehrerbildung Hamburg (ZLH).
In Mecklenburg-Vorpommern gibt es ein Landesweites Zentrum für Lehrerbildung und Bildungsforschung, das die an der Lehramtsausbildung beteiligten Hochschulen in Rostock und Greifswald u. a. bündelt.
In Niedersachsen besteht ein Zentrum für Lehrerbildung in Göttingen, in Hildesheim, in Hannover, in Osnabrück, in Oldenburg, in Vechta, in Braunschweig seit 2020 ein forschungsorientiertes Research Institute of Teacher Education u. a. m.
In Nordrhein-Westfalen hat die Landesregierung z. B. beschlossen, dass alle an der Lehrerausbildung beteiligten Hochschulen jeweils Zentren für Lehrerbildung einrichten, die – anders als bisher – einen fakultätsähnlichen Status bekommen und damit größere Möglichkeiten haben, auf die Lehrerbildung einzuwirken. Sie sind nicht gleichzusetzen mit den Zentren für schulpraktische Lehrerausbildung, ehemals Studienseminaren. Die Universität Paderborn war besonders früh auch in der Bildungsforschung engagiert. So werden die Schulpraktika mit kleinen Forschungsaufträgen für die Studierenden verbunden.
In Schleswig-Holstein verfügt die Christian-Albrechts-Universität zu Kiel über ein Zentrum für Lehrerbildung und die Europa-Universität Flensburg über ein Zentrum für Lehrerinnen- und Lehrerbildung.

## Diskussion
Je weiter sich die ZfL aus der Universität ausgliedern, desto mehr kommen sie an die Funktion der ehemaligen Pädagogischen Hochschulen heran, wie sie noch in Baden-Württemberg bestehen. Inzwischen ist es zur politischen Forderung geworden, wieder eigene PH auszugründen, so bei der CDU Sachsen-Anhalt, beim ehemaligen Bildungsminister Mathias Brodkorb (als Lehrerbildungsakademien) oder beim ehemaligen Rektor der Universität Rostock, Hans Jürgen Wendel (AfD) (als Fachhochschulen für Lehrer (Modell der Schweiz)).
Die Stellung der Schulpraktika, die inzwischen teilweise ein ganzes Semester einnehmen, stellt die Funktion der 2. Phase der Lehrerbildung im Studienseminar infrage. Daraus hat sich bereits in Mecklenburg-Vorpommern die Kürzung des Referendariats auf nur ein Jahr als Folgerung ergeben. Eine Perspektive der ZfL könnte darin liegen, die Funktionen der 2. Phase vollständig zu übernehmen und eine einphasige Lehrerausbildung anzubieten. Doch nach Sigrid Blömeke ist die Aufgabe zu komplex für eine einzige Institution, das ZfL bleibe eine universitäre Querschnittseinrichtung. Für eine bundesweite Anerkennung einer einphasigen Lehrerausbildung fehlen die Rechtsgrundlagen der KMK.
In den größeren Ländern gibt es Probleme mit der Zuordnung der erforderlichen Schulen für die Praxisphasen zu den großen Universitäten, die weit über ihren Einzugsraum hinausgehen müssen. In NRW erschwert dies die Zusammenarbeit etwa zwischen Köln oder Münster und ihren jeweils landesweit benötigten Schulen, mit denen kaum eine Kommunikation möglich ist. Andererseits ergeben sich effektive landesweite Kooperationen zu ausgesuchten Themen.

## Einzelbelege
1. ↑  Wie ist die Lehrerbildung an Hochschulen organisiert? Monitor Lehrerbildung, 2015, abgerufen am 24. Juli 2021.
2. ↑  Organisation des ZfLB - Universität Bremen. Abgerufen am 25. Juli 2021 (deutsch).
3. ↑  Landesweites Zentrum für Lehrerbildung und Bildungsforschung Mecklenburg-Vorpommern (ZLB) - Universität Rostock. Abgerufen am 25. Juli 2021.
4. ↑  Georg-August-Universität Göttingen: Ziele des Zentrum für empirische Unterrichts- und Schulforschung. Abgerufen am 24. Juli 2021.
5. ↑  Centrum für Lehrerbildung und Bildungsforschung (CeLeB). 28. Mai 2014, abgerufen am 24. Juli 2021.
6. ↑  Leibniz School of Education. 2014, abgerufen am 24. Juli 2021.
7. ↑  ZLB - Universität Osnabrück. Abgerufen am 24. Juli 2021.
8. ↑  Zentrum für Lehrkräftebildung - Didaktisches Zentrum (DiZ) — Carl von Ossietzky Universität Oldenburg. Abgerufen am 24. Juli 2021.
9. ↑  Zentrum für Lehrerbildung. Abgerufen am 25. Juli 2021.
10. ↑  Technische Universität Braunschweig: Research Institute of Teacher Education. Abgerufen am 25. Juli 2021.
11. ↑  Zentrum für Bildungsforschung und Lehrerbildung – PLAZ-Professional School (Universität Paderborn). Abgerufen am 25. Juli 2021.
12. ↑  Das Zentrum für Lehrerbildung der CAU. Abgerufen am 25. Juli 2021.
13. ↑  EUF - ZfL. Abgerufen am 25. Juli 2021.
14. ↑  Was den Lehrermangel wirklich lindert. 27. Dezember 2019, abgerufen am 24. Juli 2021 (deutsch).
15. ↑  Landtagswahlen MV 2021: Ex-Uni-Rektor Wendel verzichtet auf AfD-Kandidatur in Rostock | nnn.de. Abgerufen am 24. Juli 2021.
16. ↑  Mit nur zwölf Monaten Referendariat zum Lehrer – Verband schlägt Alarm. In: News4teachers. 24. Juni 2020, abgerufen am 24. Juli 2021 (deutsch).
17. ↑  Sigrid Blömeke: Zentren für Lehrerbildung und ihr Beitrag zur Integration der Lehrerausbildungsphasen. In: Welche Zukunft hat die Lehrerausbildung? Oldenburg 2001. Schneider, Hohengehren 2002, S. 254–265.
18. ↑  Hochschulen in NRW mit Lehrerausbildung. Abgerufen am 24. Juli 2021 (englisch).
19. ↑  Qualitätsoffensive Lehrerbildung: 15 Millionen Euro für nordrhein-westfälische Hochschulen. Abgerufen am 24. Juli 2021.